# Encolpotis
Encolpotis é um gênero de traça pertencente à família Agonoxenidae.